# Proiectul MKUltra

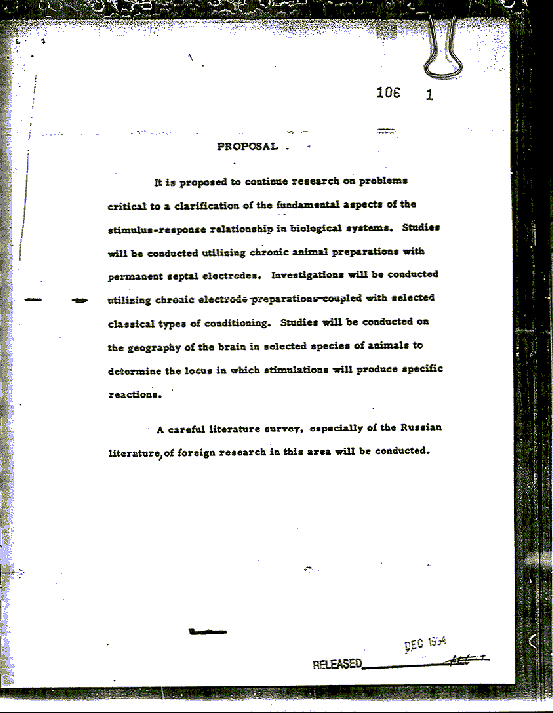
Documente MKUltra declasificate

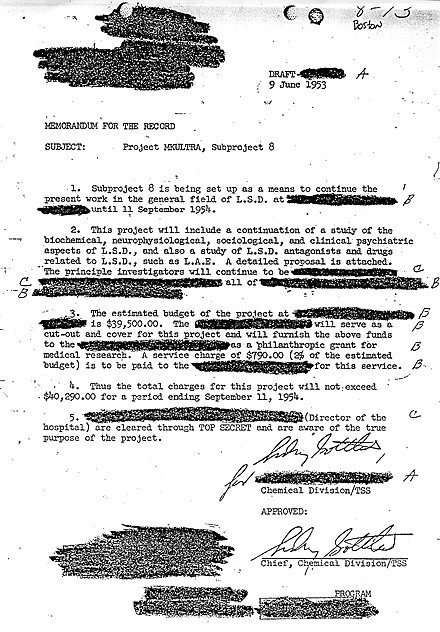

Proiectul MKUltra a fost un program de experimentare pe subiecți umani, conceput și desfășurat de Agenția Centrală de Informații a Statelor Unite (CIA), cu scopul de a dezvolta proceduri și de a identifica substanțe care puteau fi utilizate în timpul interogatoriilor pentru a slăbi voința indivizilor și a-i forța să mărturisească prin spălare a creierului și tortură psihologică.Termenul MKUltra este un criptonim al CIA: „MK” este un prefix arbitrar care desemnează Biroul de Servicii Tehnice, iar „Ultra” este un cuvânt ales în mod arbitrar din dicționar pentru a denumi acest proiect. Programul a fost larg condamnat ca o încălcare a drepturilor individuale și un exemplu de abuz de putere din partea CIA, criticii subliniind lipsa de consimțământ și impactul său coroziv asupra principiilor democratice.
Proiectul MKUltra a început în 1953 și a fost oprit în 1973. MKUltra a utilizat numeroase metode pentru a manipula stările mentale și funcțiile cerebrale ale subiecților, cum ar fi administrarea secretă de doze mari de droguri psihoactive (în special LSD) și alte substanțe chimice fără consimțământul acestora. În plus, au fost folosite și alte metode în afara celor chimice, inclusiv electroșocuri,hipnoză, privare senzorială, izolare abuz verbal și sexual, precum și alte forme de tortură.
Proiectul MKUltra a fost precedat de Proiectul Artichoke.A fost organizat prin Biroul de Informații Științifice al CIA și coordonat cu Laboratoarele de Război Biologic ale Armatei Statelor Unite. Programul a implicat activități ilegale, inclusiv utilizarea cetățenilor americani și canadieni ca subiecți de testare fără știrea lor. Domeniul de aplicare al MKUltra a fost extins, activitățile desfășurându-se sub acoperirea cercetării în peste 80 de instituții în afară de cele militare, inclusiv colegii și universități, spitale, închisori și companii farmaceutice.CIA a operat prin intermediul unor organizații paravan, deși unii oficiali de rang înalt din aceste instituții erau conștienți de implicarea CIA.
Proiectul MKUltra a fost făcut public în 1975 de Comitetul Church (numit astfel după senatorul Frank Church) al Congresului Statelor Unite și de Comisia Președintelui Statelor Unite Gerald Ford privind Activitățile CIA pe teritoriul SUA (Comisia Rockefeller). Eforturile de investigare au fost îngreunate de ordinul directorului CIA, Richard Helms, ca toate documentele MKUltra să fie distruse în 1973; anchetele Comitetului Church și ale Comisiei Rockefeller s-au bazat pe mărturii sub jurământ ale participanților direcți și pe puținele documente care au supraviețuit ordinului lui Helms. În 1977, o cerere în baza Legii privind Libertatea Informației a scos la iveală un lot de 20.000 de documente referitoare la MKUltra, ceea ce a dus la audieri în Senat. O parte din informațiile rămase despre MKUltra au fost declasificate în 2001.
Unul dintre voluntarii proiectului a fost și Ken Kesey, autorul cărții „Zbor deasupra unui cuib de cuci”.

## Originea Proiectului
La începutul anilor 1940, oamenii de știință naziști care lucrau în lagărele de concentrare de la Auschwitz și Dachau, în timpul celui de-al Doilea Război Mondial, au desfășurat experimente de interogare pe subiecți umani. Substanțe precum barbituricele, derivații morfinei și halucinogene precum mescalina au fost utilizate în experimente efectuate asupra prizonierilor de război de naționalitate poloneză, rusă, ucraineană, evreiască și altele. Scopul acestor experimente era dezvoltarea unui ser al adevărului care, în cuvintele unui asistent de laborator al omului de știință de la Dachau, Kurt Plötner, să „elimine voința persoanei examinate”. Istoricul american Stephen Kinzer a afirmat că proiectul CIA a fost o continuare a acestor experimente naziste anterioare, fapt demonstrat prin utilizarea mescalinei în cadrul MKUltra pe subiecți neavizați, replicând experimentele naziste efectuate la Dachau.
Interesul american pentru experimentele de interogare bazate pe droguri a început în 1943, când Oficiul pentru Servicii Strategice (OSS) a început dezvoltarea unui „drog al adevărului” care să inducă „sinceritate neîngrădită” la persoanele interogate.În 1947, Marina Statelor Unite a inițiat Proiectul CHATTER, un program de interogare care a inclus primele teste cu LSD pe subiecți umani.
În 1950, Agenția Centrală de Informații, sub conducerea generalului Walter Bedell Smith, a inițiat o serie de proiecte de interogare pe subiecți umani, începând cu lansarea Proiectului Bluebird, redenumit oficial Proiectul Artichoke pe 20 august 1951.Sub conducerea generalului de brigadă Paul F. Gaynor, obiectivul Artichoke era de a determina dacă o persoană putea fi făcută să comită involuntar un act de tentativă de asasinat. Morfina, mescalina și LSD-ul au fost administrate unor agenți CIA fără știrea acestora, în încercarea de a induce amnezie. În plus, Proiectul Artichoke urmărea și utilizarea unor viruși, precum virusul febrei dengue, ca potențiali agenți de incapacitate.